# Muraena pavonina
 Muraena pavonina és una espècie de peix de la família dels murènids i de l'ordre dels anguil·liformes.

## Morfologia
Els mascles poden assolir els 51,2 cm de longitud total.

## Distribució geogràfica
Es troba al nord-est del Brasil.